# South East Cambridgeshire (circonscription britannique)
Circonscription parlementaire de la Chambre des communes
La circonscription de South East Cambridgeshire est une ancienne circonscription électorale anglaise, située dans le Cambridgeshire et représentée à la Chambre des communes du Parlement britannique par Lucy Frazer du Parti conservateur à son abolition en 2024.

## Géographie
La circonscription est centrée autour de la ville d'Ely.

## Députés
Les Members of Parliament (MPs) de la circonscription sont :
| Législature                                                      | Années    | Député      | Député      | Parti        |
| ---------------------------------------------------------------- | --------- | ----------- | ----------- | ------------ |
| South East Cambridgeshire issue de Cambridgeshire et Isle of Ely |           |             |             |              |
| 49e                                                              | 1983–1987 |             | Francis Pym | Conservateur |
| 50e                                                              | 1987–1992 | Jim Paice   |             | Conservateur |
| 51e                                                              | 1992–1997 | Jim Paice   |             | Conservateur |
| 52e                                                              | 1997–2001 | Jim Paice   |             | Conservateur |
| 53e                                                              | 2001–2005 | Jim Paice   |             | Conservateur |
| 54e                                                              | 2005–2010 | Jim Paice   |             | Conservateur |
| 55e                                                              | 2010–2015 | Jim Paice   |             | Conservateur |
| 56e                                                              | 2015–2017 | Lucy Frazer |             | Conservateur |
| 57e                                                              | 2017–2019 | Lucy Frazer |             | Conservateur |
| 58e                                                              | 2019-2024 | Lucy Frazer |             | Conservateur |

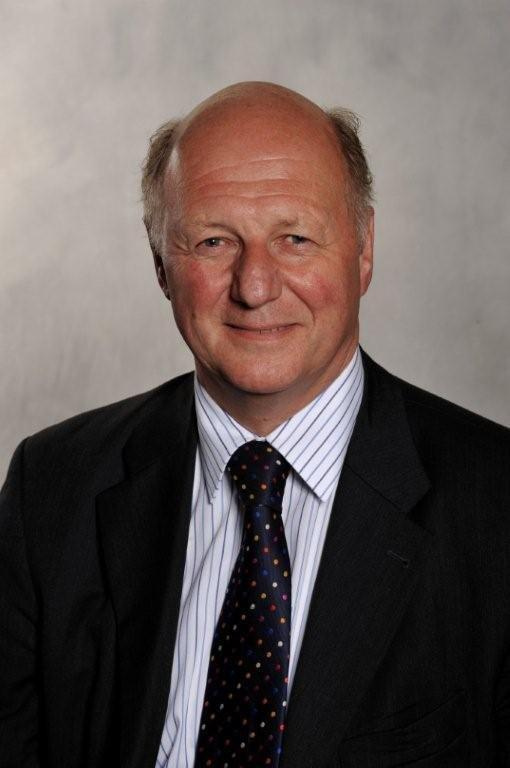
Jim Paice (1987-2015).
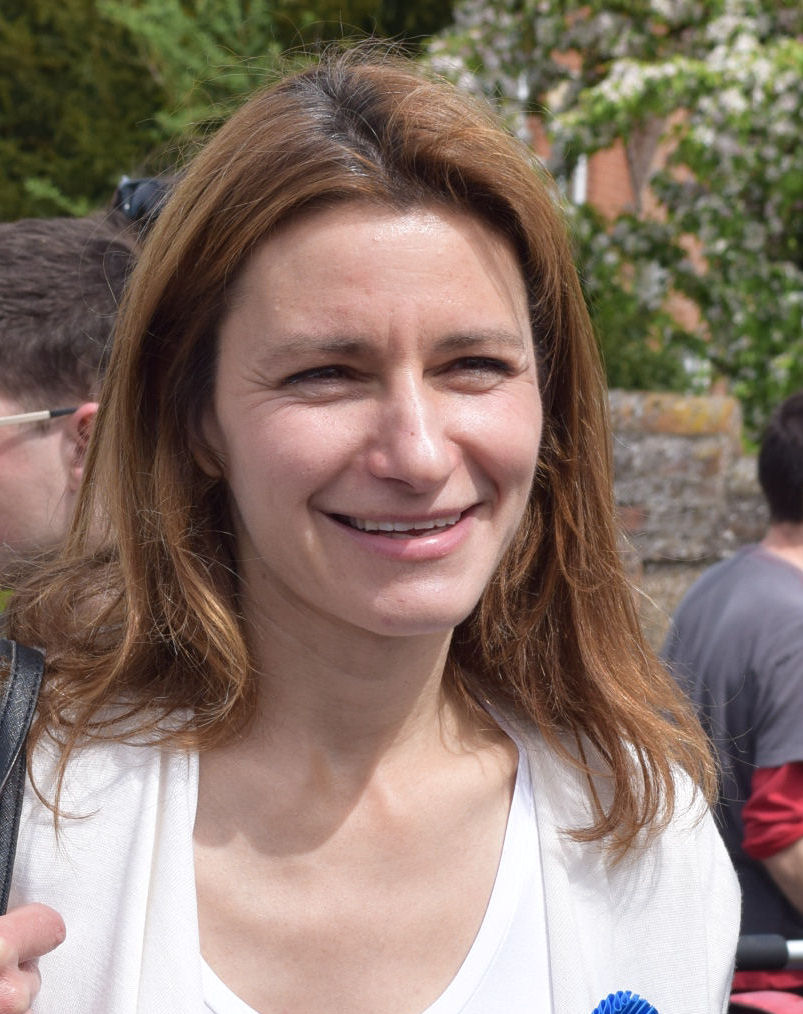
Lucy Frazer (depuis 2015).